# Stoomboot

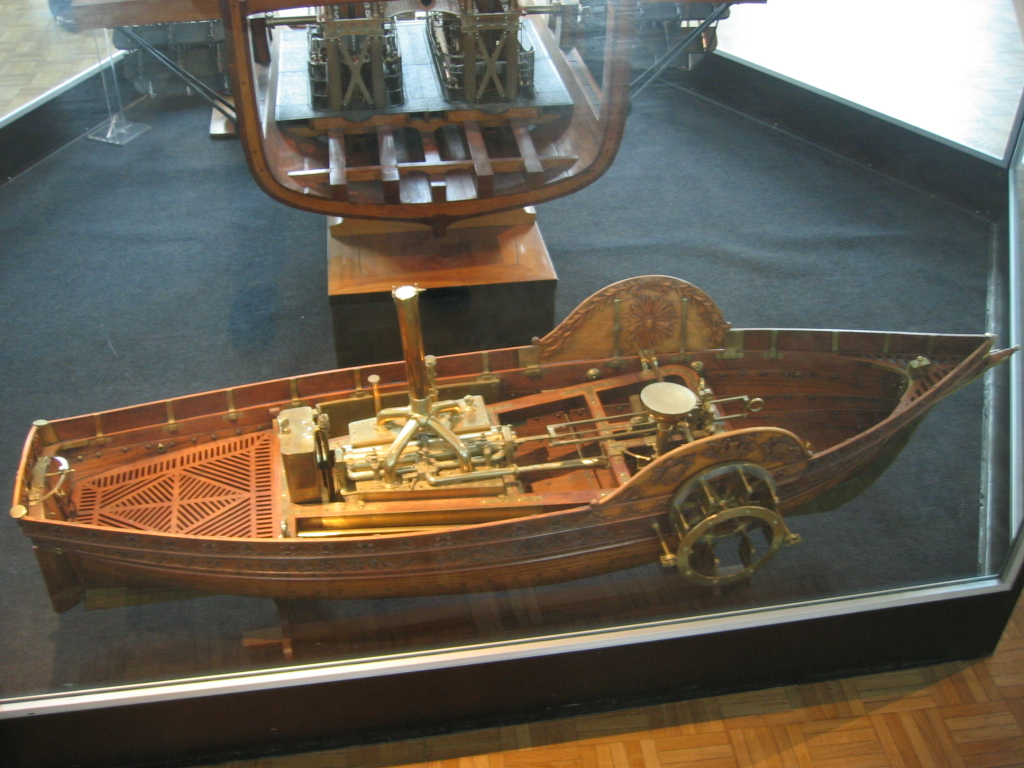
Model van de Pyroscaphe (1783)

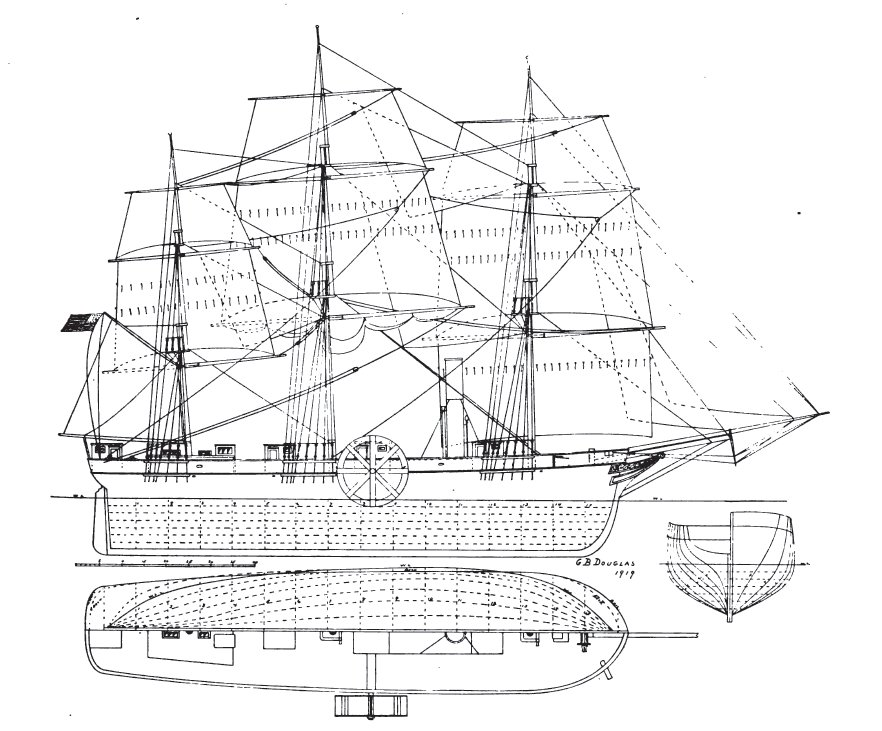
Tekening van de Savannah

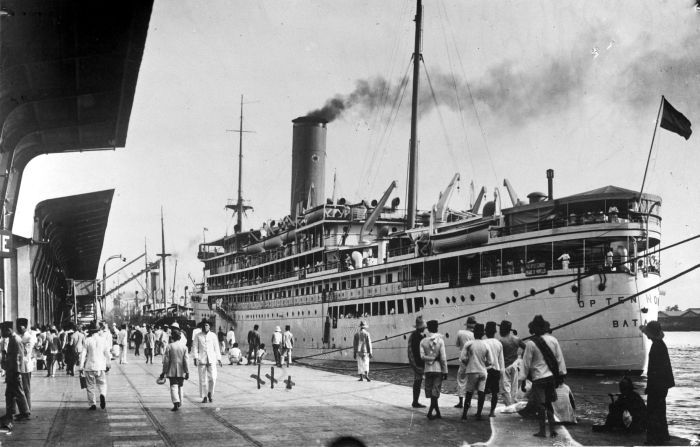
Aankomst van het mailstoomschip Op ten Noord in Tanjung Priok, de haven van Batavia, Java

Een stoomboot of stoomschip is een schip dat wordt aangedreven door een stoommachine of een stoomturbine. Aanvankelijk dreef de stoommachine een scheprad aan (raderstoomboot). Vanaf 1836 kwam het schroefstoomschip (stoomboot met scheepsschroef) op.

## Geschiedenis
De eerste stoomboot was de Pyroscaphe (1783), ontworpen door de Fransman Claude François Jouffroy d'Abbans. Hij had in 1778 al een scheepje ontworpen, de Palmipède, waarin een stoommachine roterende roeiriemen aandreef. In 1704 had zijn landgenoot Denis Papin een door een stoommachine aangedreven roeiboot ontworpen. In 1737 bouwde Jonathan Hulls een stoomboot die twee schoepraderen aan de achtersteven had.
De North River Steam Boat, in 1807 ontworpen door Robert Fulton, was de tweede stoomboot die op commerciële basis geëxploiteerd werd. Het schip, door latere generaties veelal de Clermont genoemd, maakte op 17 augustus zijn eerste reis van Albany naar New York, en voerde op de rivier de Hudson een lijndienst uit.
In 1819 voer de eerste stoomboot, de Savannah, de Atlantische Oceaan over, van New York naar Liverpool. De Savannah was een Amerikaans schip met zeilen en een stoommachine voor de schepradaren. De stoommachine speelde overigens een bescheiden rol op deze reis, meestal werd gezeild. Sinds 1835 varen er stoomboten op de Rijn.
De stoomboot wordt evenals de stoomtrein aangedreven door een stoommachine. Water wordt verhit tot stoom dat dan de kracht levert voor de aandrijving van het schoepenrad of de schroef.
Aangezien zeewater niet geschikt is voor een stoommachine, hebben zeeschepen een installatie om de stoom weer tot water te condenseren en opnieuw te gebruiken. Stoommachines op land hebben zelden zo'n installatie, omdat zoet water daar gemakkelijk verkrijgbaar is.
Als brandstof werd aanvankelijk steenkool gebruikt. Later werden voor de opwekking van stoom overwegend oliegestookte ketels toegepast, en de vervuilende koleninstallaties komen op schepen praktisch niet meer voor. De recentste methode voor het opwekken van stoom is de kerncentrale. Een kernonderzeeër is derhalve strikt genomen een stoomschip.
In het midden van de 19e eeuw werden stoomboten nog niet als schepen gezien. Een Rotterdamse 'Ordonnantie inzake diepgeld', wat wij nu een havengeldverordening zouden noemen, maakte uitdrukkelijk onderscheid tussen 'Stoombooten, Schepen en andere Vaartuigen'. Die 'Schepen' waren zeilschepen.

## Geslacht
Bij gebruik van de afkorting 'ss' ontstaat nog weleens onduidelijkheid of het lidwoord 'de' of 'het' moet worden gebruikt. Zo duiden bijvoorbeeld de eigenaren en (ex)opvarenden van de Rotterdam het schip bij gebruik van de afkorting aan als "het ss Rotterdam" ("het stoomschip  Rotterdam"). Veel anderen behandelen 'ss' niet meer als afkorting, maar zien "ss Rotterdam" als één geheel en gebruiken "de ss Rotterdam", net als bij het achterwege laten van 'ss' ("de Rotterdam"). Volgens de Taaladviesdienst van het Genootschap Onze Taal is zowel 'de' als 'het' juist en komt 'de' tegenwoordig iets vaker voor.

## Bekende stoomboten
- Anversville
- Arctic
- Baron Osy
- Britannic
- Carpathia
- Caucasier
- Elfin
- Guayas
- Hydrograaf (Pakjesboot 12)
- Lusitania
- Marsdiep
- Potjomkin
- Rotterdam
- Succes
- Titanic
- Tjisalak
- Tsjeljoeskin

## Zie ginds komt de stoomboot
De stoomboot waarmee Sinterklaas ieder jaar uit Spanje komt, komt uit het boek Sint Nikolaas en zijn knecht (1850) van het Amsterdamse schoolhoofd Jan Schenkman, dat in 1912 op muziek werd gezet. Destijds was een stoomboot iets heel moderns, tegenwoordig doet het juist erg ouderwets aan. 
In 2011 werd het authentieke stoomschip Elfin gebruikt in de Nederlandse Sinterklaasfilm Bennie Stout.